# Ajmak bajanchongorski
Ajmak bajanchongorski (mong. Баянхонгор аймаг) – jeden z 21 ajmaków w Mongolii, znajdujący się w południowej części kraju. Stolicą ajmaku jest Bajanchongor, znajdujący się 620 km na południowy zachód od stolicy kraju Ułan Bator.
Utworzony w 1942 roku ajmak położony jest na południe od pasma Changaj, graniczy z Chinami (region autonomiczny Mongolia Wewnętrzna). Jego powierzchnia wynosi 115,978 km². Na terenie ajmaku wydobywany jest węgiel oraz złoto. W rolnictwie uprawa warzyw, głównie ziemniaka.
Liczba ludności w poszczególnych latach:
| 1979   | 1989   | 2000   | 2010   |
| ------ | ------ | ------ | ------ |
| 63 900 | 74 600 | 84 779 | 75 690 |

## Somony
Ajmak bajanchongorski dzieli się na 20 somonów:
| - Baacagaan - Bajanbulag - Bajanlig - Bajancagaan - Bajanchongor - Bajangow' - Bajan-Öndör - Bajan-Owoo - Bogd - Bömbögör | - Buucagaan - Chüreemaral - Dzag - Dżarglant - Dżinst - Erdencogt - Galuut - Gurwanbulag - Öldzijt - Szindżinst |